# HOT (Israel)
HOT Telecommunication Systems Ltd. (en hebreo: הוט - מערכות תקשורת בע"מ), también conocida como HOT, es una compañía israelí que provee servicios de Internet, telefonía y televisión.

## Historia
La empresa se fundó el 18 de agosto de 2003 como resultado de la fusión de tres compañías nacionales de cable de Israel: Matav, Tevel y Golden Channels, en medio de la creciente competencia de Yes. Si bien estas compañías habían buscado una unión desde finales de la década de 1990 para ahorrar costos administrativos y de compra de contenido, y especialmente después de la fundación de Yes para detenerla antes de que pudiera crecer, el regulador monopolista del gobierno israelí se la había negado hasta que Yes lograra al menos una base mínima de suscriptores. Las tres compañías originales no habían competido entre sí, ya que cada una había estado regulada por ciudades y regiones específicas.
Hot ofrece alrededor de 200 canales locales y extranjeros en sus servicios de televisión digital, así como varios canales exclusivos bajo la marca Hot.
Poco después de su creación, Hot comenzó a ofrecer servicios de telecomunicaciones locales mediante VoIP, así como servicios de acceso a internet.  
A finales de 2005, Hot ofrecía un amplio servicio de VOD, ofreciendo contenidos de casi todos los canales y contenidos que no emiten otras compañías.
En 2006, Hot contaba con aproximadamente 950.000 clientes: el 60% utilizaba servicios de televisión digital, más de 400.000 servicios de internet y más de 100.000 servicios de telefonía.
En 2009, el empresario Patrick Drahi aumentó su participación en la empresa. Drahi completó la adquisición en 2011 y ofreció comprar las acciones restantes en 2012. Como resultado, Hot forma parte de la empresa de Drahi, Altice Europe NV, desde 2018.
Con el paso de los años el número de suscriptores de televisión de HOT ha disminuido desde la entrada de nuevos competidores en el mercado.
En 2018, Hot comenzó a comercializar Netflix dentro de su paquete, como parte de un acuerdo entre Netflix y Altice. Además, comenzó a emitir el canal Kan 11 en resolución 4K desde el canal 511.

## Canales propios
- HOT Senior: canal de películas y series pensado para personas mayores.
- HOT3: emite programas originales y series.
- HOT Zone: emite programas de acción y suspenso.
- HOT Comedy: emite programas de entretenimiento y series de comedia.
- HOT Bidur: emite programas israelíes, películas y series.
- HOT8: canal de ciencia, naturaleza y cultura.
- HOT Real: emite docu-realities.
- HOT cinema: emite cine. Dispone de 4 señales.
- HOT family: canal infantil.